# 科米卡爾特恩 (愛達荷州)
科米卡爾特恩（英語：Comical Turn）是位於美國愛達荷州奧懷希縣的一個鬼鎮。由於此地已於20世紀被荒廢，本地已無人居住。

## 地理
科米卡爾特恩的座標為42°33′41″N 116°08′40″W / 42.56139°N 116.14444°W，而該地的平均海拔高度為1700米（即5590英尺）。